# Fabián Alarcón

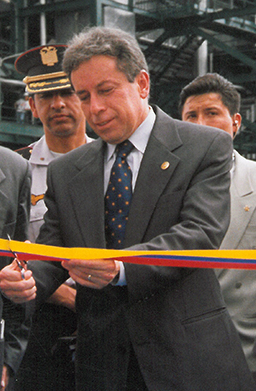
Fabián Alarcón, 2016

Fabián Ernesto Alarcón Rivera (* 14. April 1947 in Quito) ist ein ecuadorianischer Politiker. Er war vom 6. bis 9. Februar 1997 und vom 11. Februar 1997 bis 10. August 1998 Präsident seines Landes. Er ist Mitglied der Frente Radical Alfarista.
Alarcón studierte Politik- und Sozialwissenschaften an der Pontificia Universidad Católica del Ecuador bis zur Licenciatura und promovierte in Jura. Schon 1970 war er für den Partido Patriótico Popular im Stadtrat von Quito vertreten. Später bekleidete er politische Funktionen in der Provinz Pichincha, deren Präfekt er von 1984 bis 1988 war. Ab 1990 vertrat er die Frente Radical Alfarista im ecuadorianischen Parlament, dem Nationalkongress.
Alarcón war seit August 1995 Präsident des Nationalkongresses und wurde nach den Parlamentswahlen von 1996, bei denen er einen der beiden Sitze seiner Partei errang, erneut in dieses Amt gewählt. Nach der Absetzung von Präsident Abdalá Bucaram wegen „geistiger Unfähigkeit, das Amt wahrzunehmen“, wurde er am 7. Februar 1997 von einer einfachen Mehrheit der Kongressabgeordneten zu dessen Nachfolger gewählt. Alarcón stand Bucarám und seiner Partei nahe. Diese Nachfolge wurde einerseits von Bucaram angefochten, der seine Absetzung ablehnte, und andererseits von der bisherigen Vizepräsidentin Rosalía Arteaga, die sich als verfassungsmäßige Nachfolgerin Bucarams sah. Am 9. Februar erkannte Alarcón Arteaga kurzzeitig als amtierende Amtsinhaberin an, bevor die Parteien am 11. Februar den Kompromiss schlossen, dass Alarcón bis zu vorgezogenen Neuwahlen am 10. August 1998 als Übergangspräsident amtieren solle. Bucaram, der sich politisch nicht durchsetzen konnte, floh ins Exil nach Panama.
Zu den vorgezogenen Wahlen 1998 trat Alarcón nicht an. Nach seiner Präsidentschaft wurde er der Korruption im Amt angeklagt, später aber freigesprochen.
Er erhält weiterhin eine lebenslange Rente von der ecuadorianischen Regierung in Höhe von 38.800 USD pro Jahr.